# مانتین گرین (یوتا)
مانتین گرین (به انگلیسی: Mountain Green) یک منطقهٔ مسکونی در ایالات متحده آمریکا است که در شهرستان مورگان، یوتا واقع شده‌است. مانتین گرین ۲٬۳۰۹ نفر جمعیت دارد و ۱٬۴۹۸٫۱۱ متر بالاتر از سطح دریا واقع شده‌است.